# FerieKonto
FerieKonto (tidligere FerieGiro) er en ordning, der håndterer feriepenge for lønmodtagere i Danmark. Ordningen administreres af ATP.
For lønmodtagere, der ikke holder ferie med løn, og for lønmodtagere, der ikke er omfattet af en feriekort-ordning administreret af arbejdsmarkedets parter, indbetaler arbejdsgiveren løbende feriepenge, 12,5% af lønnen, for den enkelte medarbejder til FerieKonto. Ligeledes indbetaler arbejdsgivere uden en feriekort-ordning feriegodtgørelse til FerieKonto ved en medarbejders fratræden.
FerieKonto administrerer de modtagne penge og udbetaler dem til den enkelte medarbejder, når medarbejderen holder ferie.